# Apache Abdera
Az Apache Abdera az Atom Syndication Format and Atom Publishing Protocol egy implementációja. Ez a protokoll sztenderd a web feedek és más webes erőforrások készítésére, szerkesztésére, és publikációjára. A jelenlegi változat a Java implementációra összpontosít, habár C/C++ és .NET implementációt is fontolgatják.
Az Abdera kódját eredetileg az IBM fejlesztette ki, majd 2006 júniusában adományozta az Apache Software Foundation-nak.

## Funkciók
- Atom 1.0 feed és entry dokumentumok felhasználása és előállítás
- Atom publikációs protokoll kliens megvalósítás
- Keretrendszer az Atom publikációs protokoll szerver készítéséhez
- XML aláírás és Atom dokumentumok titkosítása
- A formátum és a protokoll kiterjesztéseinek támogatás

## Fordítás
Ez a szócikk részben vagy egészben  az   Apache Abdera című angol Wikipédia-szócikk ezen változatának fordításán alapul.  Az eredeti cikk szerkesztőit annak laptörténete sorolja fel. Ez a jelzés csupán a megfogalmazás eredetét és a szerzői jogokat jelzi, nem szolgál a cikkben szereplő információk forrásmegjelöléseként.